# Katrin Boeckh
Katrin Boeckh (* 1967 in München) ist eine deutsche Historikerin.

## Leben
Die Tochter von Ekkehard Völkl studierte von 1986 bis 1991 Geschichte Ost- und Südosteuropas, der Slavistik und der Balkanphilologie an der Universität Regensburg und an der Ludwig-Maximilians-Universität München. Sie erwarb die Abschlüsse 1991 den Magister, 1995 die Promotion im Fach Ost- und Südosteuropäische Geschichte an der LMU München und 2004 die Habilitation an der LMU München (Venia legendi für das Fach Ost- und Südosteuropäische Geschichte). Von 1993 bis 1996 war sie wissenschaftliche Angestellte der Historischen Abteilung am Osteuropa-Institut München, danach bis 2008 Redakteurin der Zeitschrift Jahrbücher für Geschichte Osteuropas am Osteuropa-Institut Regensburg. Sie ist als wissenschaftliche Mitarbeiterin am Leibniz-Institut für Ost- und Südosteuropaforschung in Regensburg beschäftigt und lehrt als außerplanmäßige Professorin an der LMU München.
Ihre Forschungsschwerpunkte sind politische und kulturelle Geschichte des Balkans, Titoismus, Balkankriege 1912/13 und ihre Folgen, Stalinismus, totalitäre Systeme und Religion, ukrainische Geschichte im 20. Jahrhundert, Bayern und Ost- und Südosteuropa.

## Publikationen (Auswahl)
- Von den Balkankriegen zum Ersten Weltkrieg. Kleinstaatenpolitik und ethnische Selbstbestimmung auf dem Balkan. München 1996, ISBN 3-486-56173-1.
- Stalinismus in der Ukraine. Die Rekonstruktion des sowjetischen Systems nach dem Zweiten Weltkrieg. Wiesbaden 2007, ISBN 978-3-447-05538-3.
- mit Ekkehard Völkl: Ukraine. Von der Roten zur Orangenen Revolution. Regensburg 2007, ISBN 978-3-7917-2050-0.
  - Ucraina. Dalla rivoluzione rossa alla rivoluzione arancione. Triest 2009, ISBN 978-88-95324-09-8.
- Serbien. Montenegro. Geschichte und Gegenwart. Regensburg 2009, ISBN 978-3-7917-2169-9.